# Diecezja Jiayi
Diecezja Jiayi (łac.: Dioecesis Kiayiensis) – rzymskokatolicka diecezja ze stolicą w Jiayi w Republice Chińskiej, wchodząca w skład Metropolii Tajpej. Siedziba biskupa znajduje się w Katedrze św. Jana w Jiayi.

## Historia
- Diecezja Jiayi powstała 16 kwietnia 1962.

## Biskupi
- ordynariusz: Norbert Pu (od 2022)

## Podział administracyjny
W skład diecezji Kaohsiung wchodzi 56 parafii

## Główne świątynie
- Katedra: Katedra św. Jana w Jiayi